# São Gonçalo do Rio das Pedras
São Gonçalo do Rio das Pedras é um distrito do município brasileiro de Serro, no interior do estado de Minas Gerais. Segundo o censo demográfico de 2022, realizado pelo Instituto Brasileiro de Geografia e Estatística (IBGE), sua população era de 1 664 habitantes e havia 592 domicílios particulares permanentes ocupados. Possui área de 288,67 km² conforme a Fundação João Pinheiro (FJP). Foi criado pela lei provincial nº 830 de 11 de julho de 1857.
De acordo com o IBGE, em 2010 a população era de 1 479 habitantes.
Está situado no Alto Jequitinhonha e possui várias pousadas como opções de hospedagem. Com a presença de cachoeiras nas cercanias e o horizonte rochoso da Serra do Espinhaço, é um lugar para descanso e contemplação.

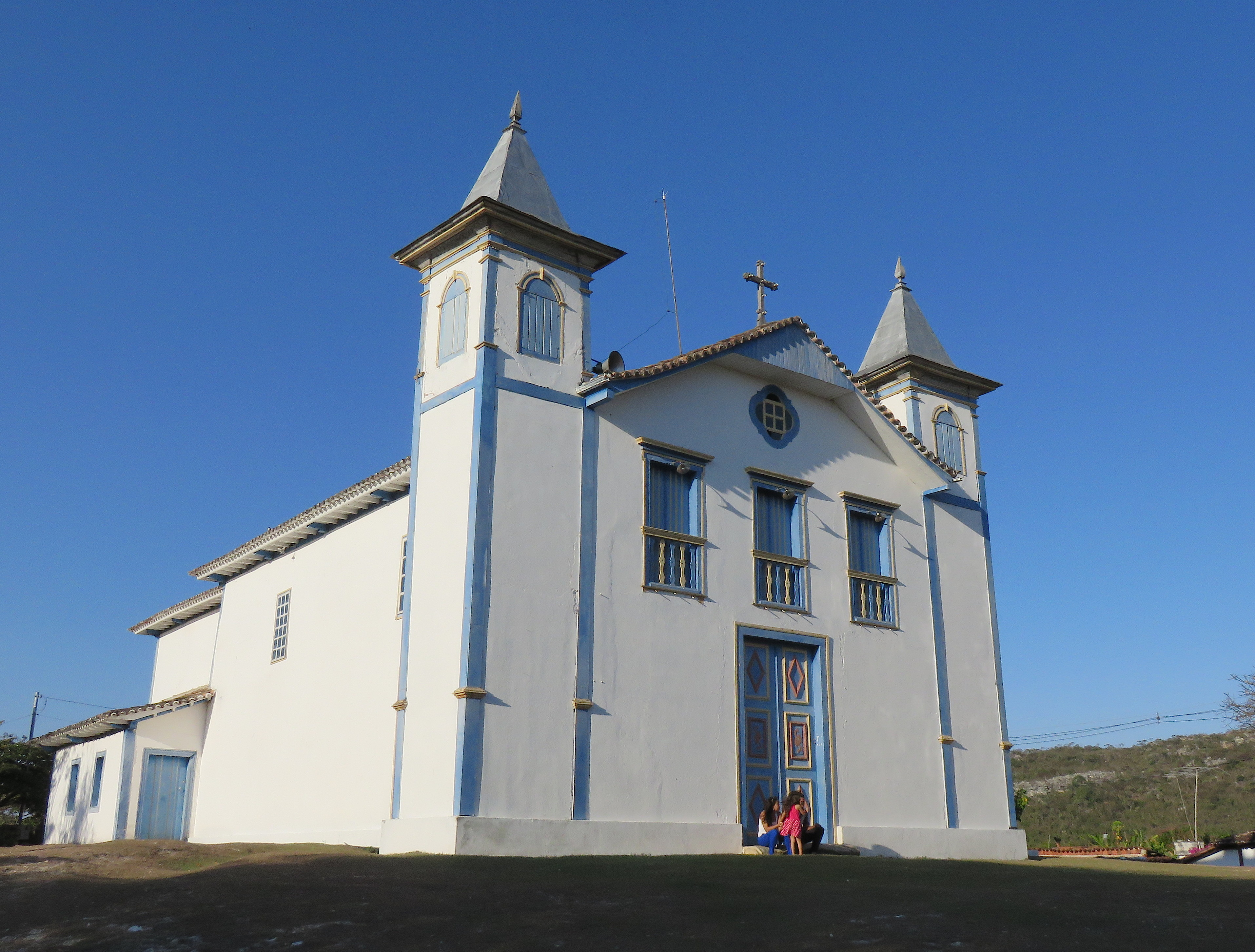
Igreja Matriz de São Gonçalo do Rio das Pedras
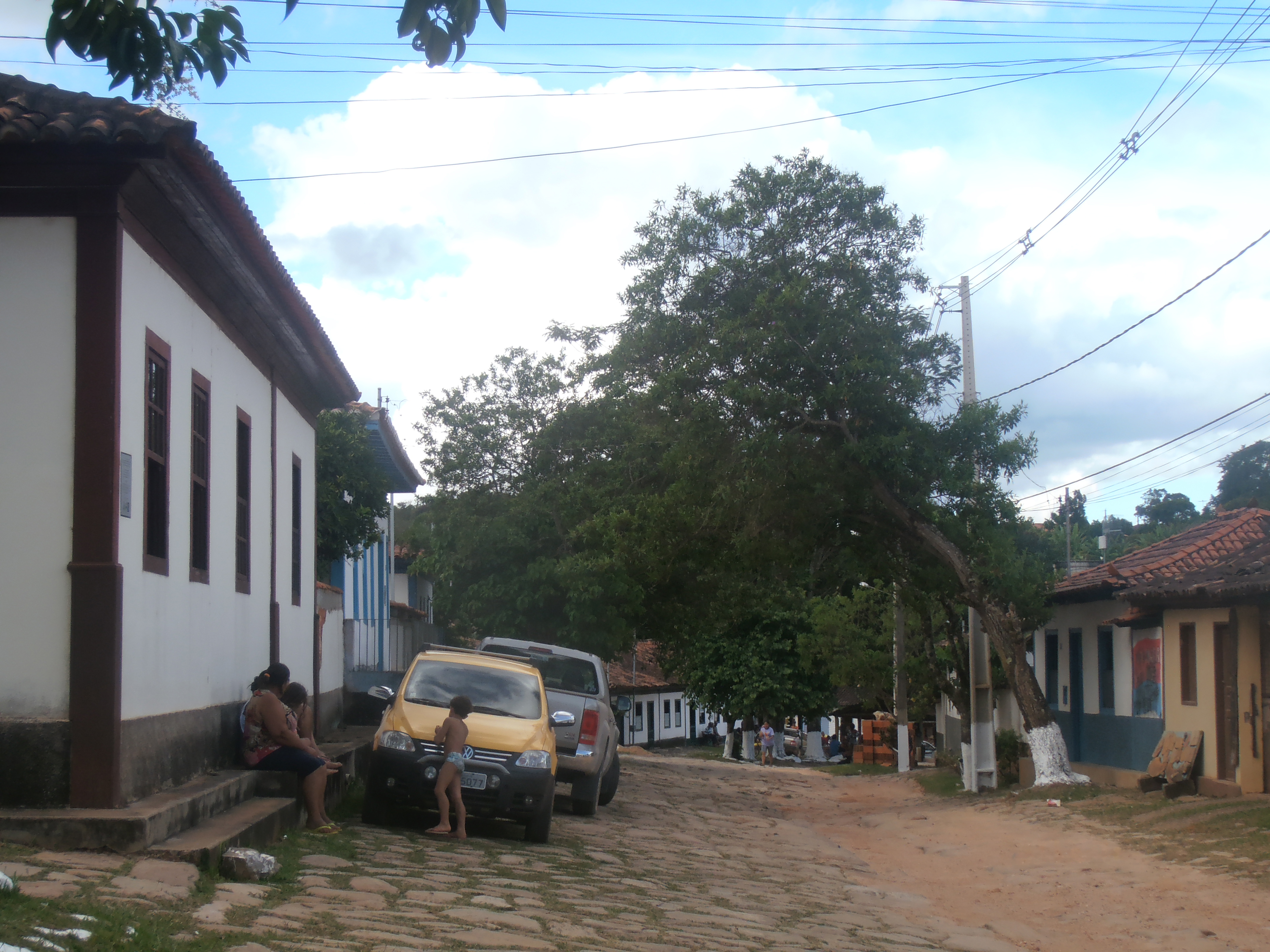
Rua principal do distrito
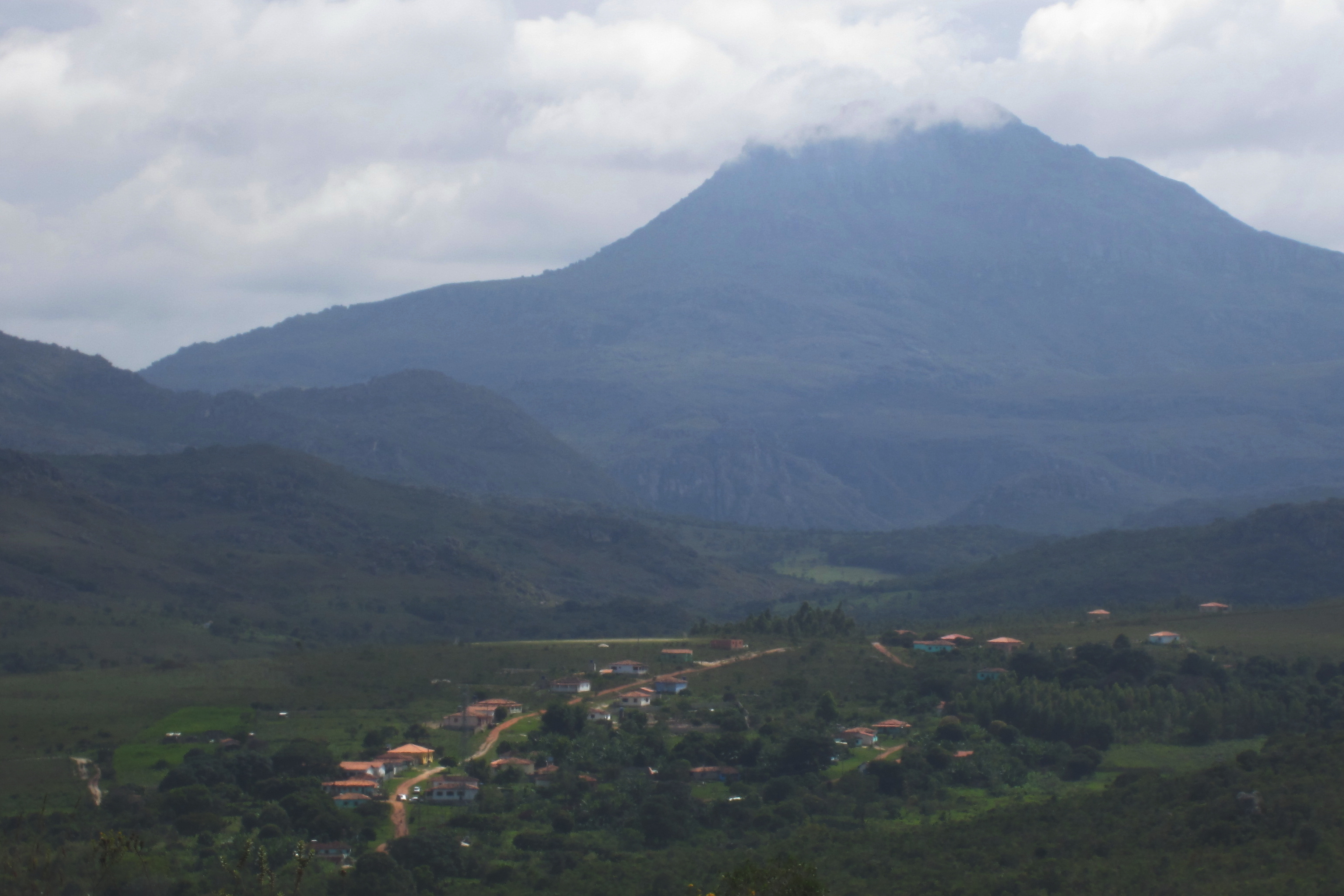
Capivari e Pico do Itambé ao fundo